# 교통섬

회전교차로 한 가운데 교통섬이 있다.

교통섬(미국 영어: traffic island, painted island, 영국 영어: ghost island)은 차량이 가야 할 동선에서 이탈하지 못하도록 도로의 한 가운데나 교차로에 특수한 모양으로 만들어놓는 구조물이다. 폭이 넓은 도로의 중앙이나 4거리의 모퉁이에는 보행자가 대기할 수 있게 하는 교통섬도 있다. 대한민국의 법령인 도로의 구조·시설 기준에 관한 규칙에서는 "교통섬이란, 자동차의 안전하고 원활한 교통처리나 보행자 도로횡단의 안전을 확보하기 위하여 교차로 또는 차도의 분기점 등에 설치하는 섬 모양의 시설을 말한다."라고 규정되어 있다.

## 종류
종류는 다음과 같다.
- 중앙교통섬 : 회전교차로 한 가운데에 원형으로 만들어진 교통섬.
- 분리교통섬 : 진, 출입구에 진입 차량과 출입 차량을 분리시키기 위해 만들어진 교통섬.
- 기타 : 신호로 된 교차로에도 우회전 차량이 교차로 안쪽을 침범하지 못하도록 삼각형 모양의 교통섬을 만드는 경우가 있다.

## 같이 보기
- 안전지대 (교통)